# Renée de France

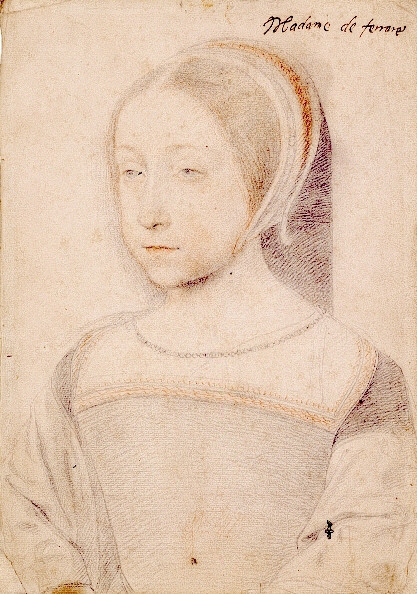
Renée de France

Renée de France, Herzogin von Ferrara

Renée de France (* 25. Oktober 1510 in Blois; † 12. Juni 1574 in Montargis), auch bekannt als Renata von Ferrara, war eine königliche Prinzessin von Frankreich. Während ihrer Ehe mit Ercole II. d’Este vom 31. Oktober 1534 bis 3. Oktober 1559 war sie Herzogin von Ferrara und von Modena und Reggio nell’Emilia. Sie war eine Förderin der Reformation in der Lombardei und Frankreich.

## Leben

### Kindheit in Blois
Renée wurde als zweite Tochter des französischen Königs Ludwig XII. und seiner Frau Anne de Bretagne im Schloss Blois geboren. Eine ihrer Spielgefährtinnen während ihrer Kindheit war Anne Boleyn, die spätere Königin von England, an die sie sich stets mit Liebe erinnerte.
Renées Mutter, die sich stets für die Unabhängigkeit der Bretagne eingesetzt hatte, versuchte, Renée als Erbtochter einzusetzen, was ihr Vater aber verhinderte, da er durch die Verheiratung Renées die Kontrolle über das Herzogtum verlieren konnte. So soll etwa Heinrich VIII. mit dem Gedanken gespielt haben, Renée aus diesem Grund zu ehelichen. Ludwig XII. übergab das Herzogtum der Bretagne schließlich an Franz aus der Linie Valois-Angoulême, den er 1514 kurz vor seinem Tod mit seiner älteren Tochter Claude verheiratet hatte. Als Entschädigung erhielt Renée von Franz das Herzogtum Chartres. Mit fünf Jahren wurde sie Vollwaise. Sie war von kleiner und schwächlicher Statur und hatte eine leicht verkrümmte Wirbelsäule, so dass sie nicht dem Schönheitsideal entsprach. Zudem benahm sie sich auch nicht dem weiblichen höfischen Ideal entsprechend. Sie stellte also trotz großer Mitgift keine gute Partie dar.

### Ehe in Ferrara
Vor allem aus politischen Gründen wurde Renée 1528 in der Kirche Sainte-Chapelle in Paris vor dem päpstlichen Legaten Kardinal Giovanni Salviati mit Ercole II. d’Este, dem Sohn der Lucrezia Borgia, prunkvoll verheiratet. Für sie war die Ehe ein gesellschaftlicher Abstieg, für Ercole ein politischer Gewinn. Da in Ferrara die Pest wütete, blieben die Frischvermählten einige Monate in Paris. Danach zogen sie nach Ferrara und wohnten in seinem 1475 erbauten, eindrucksvollen Renaissancepalast. Renée brachte ihren Hofstaat und Freundinnen wie ihre Cousine Michelle de Saubonne, die Baronin von Soubise, mit. 1534 wurde Ercole Herzog von Ferrara, einem vom Kirchenstaat abhängigen Herzogtum.
Zwischen 1531 und 1538 gebar Renée fünf Kinder; die älteste Tochter Anna ließ sie 1538 bis 1546 zusammen mit Olympia Fulvia Morata (1526–1555) durch deren Vater, den evangelischen Lehrer Fulvio Pellegrino Morato, unterrichten. 
Während der Religionskriege im 16. Jahrhundert rettete Renée mehreren Calvinisten das Leben, und der herzogliche Hof von Ferrara wurde zum Zufluchtsort für protestantische Gelehrte. Darunter waren Clément Marot (1535; der ihr zeitweise als Privatsekretär diente), Johannes Calvin (erstmals 1536 unter dem Decknamen Charles d'Espeville), Vittoria Colonna (1537), Bernardino Ochino (1537 und 1550), Celio Secondo Curione, Camillo Renato (1540) und Aonio Paleario. Es ist unklar, ob sie zu diesem Zeitpunkt Calvinistin war, später konvertierte oder Katholikin blieb. Formell verblieb sie zeitlebens, wahrscheinlich gezwungenermaßen, in der katholischen Kirche. Auf jeden Fall führte ihre Sympathie für den Protestantismus zum Bruch mit ihrem Ehemann, der seit 1545 im Zuge der Gegenreformation in Ferrera die Inquisition durchführen ließ. Renée wurde der Häresie angeklagt. 1554 wurde sie unter Hausarrest gestellt und ihre calvinistischen Bücher verbrannt. Ihre Töchter wurden in ein Kloster gesteckt. Unter dem Einfluss von Ignatius von Loyola und Mathieu Ory kehrte sie zum Katholizismus zurück und nahm am 23. September 1554 demonstrativ an der katholischen Eucharistie teil, was Calvin scharf kritisierte.

### Witwenschaft in Montargis
1559 starb der Herzog. Da sie sich mit ihrem Sohn Alfonso überwarf, kehrte sie 1560 nach Frankreich zurück, wo ihre älteste Tochter Anna mit François de Guise, dem Führer der katholischen Partei im ersten Hugenottenkrieg, verheiratet war. Renée ließ sich in Montargis nieder, wo sie unter der Regierung der ihr wohlwollenden Caterina de’ Medici ungehindert Protestanten unterstützen und mit Calvin korrespondieren konnte. Sie wollte an der Führung und Organisation der neuen reformierten Kirche mitwirken, was Calvin jedoch missfiel. Trotzdem war einer seiner letzten Briefe an sie gerichtet. Den evangelischen Architekten Androuët Du Cerceau betraute sie mit dem Umbau ihres Schlosses. Dort beherbergte sie durchwegs zwischen 300 und 460 Glaubensflüchtlinge, teilweise waren auch Katholiken darunter.
1561 setzte sie sich für den Konfessionsfrieden in Frankreich ein und nahm am Religionsgespräch von Poissy teil. 1562 wurde sie von ihrem Sohn belagert, jedoch ohne Erfolg. 1564 wurde sie erneut von der Inquisition angeklagt und zu lebenslänglicher Haft verurteilt. Sie konnte aber das päpstliche Breve, das sie 1554 in Ferrara erhalten hatte, vorlegen und freikommen.
Auch in der Bartholomäusnacht zum 24. August 1572, während der sie sich in Paris aufhielt, gelang es ihr, Menschenleben zu retten. Sie nahm auch danach weiter Protestanten auf, die aufs Land und nach Orléans flüchteten.

## Gedenktag
11. Juli im Evangelischen Namenkalender.

## Nachkommen
1. Anna d’Este (1531–1607) ⚭ 1) 4. Dezember 1548 François de Lorraine, duc de Guise (1519–1563); ⚭ 2) 29. April 1566 Jakob von Savoyen, Herzog von Nemours (1531–1585)
2. Alfonso II. d’Este (1533–1597), Herzog 1559, ⚭ 1) 1558 Lucrezia de’ Medici (1545–1562) Tochter des Großherzog Cosimo I. von Toskana; ⚭ 2) 1565 Barbara von Österreich (1539–1572), Tochter des Kaisers Ferdinand I.; ⚭ 3) 1579 Eleonora Gonzaga, Tochter des Herzogs Guglielmo Gonzaga von Mantua
3. Lucrezia d’Este (1535–1598) ⚭ 18. Januar 1570 Francesco Maria II. della Rovere (1549–1631), Herzog von Urbino
4. Eleonora d’Este (1537–1581), Nonne
5. Luigi d’Este (1538–1586), Kardinal 1561